# 北海道道549号峠下沼田線

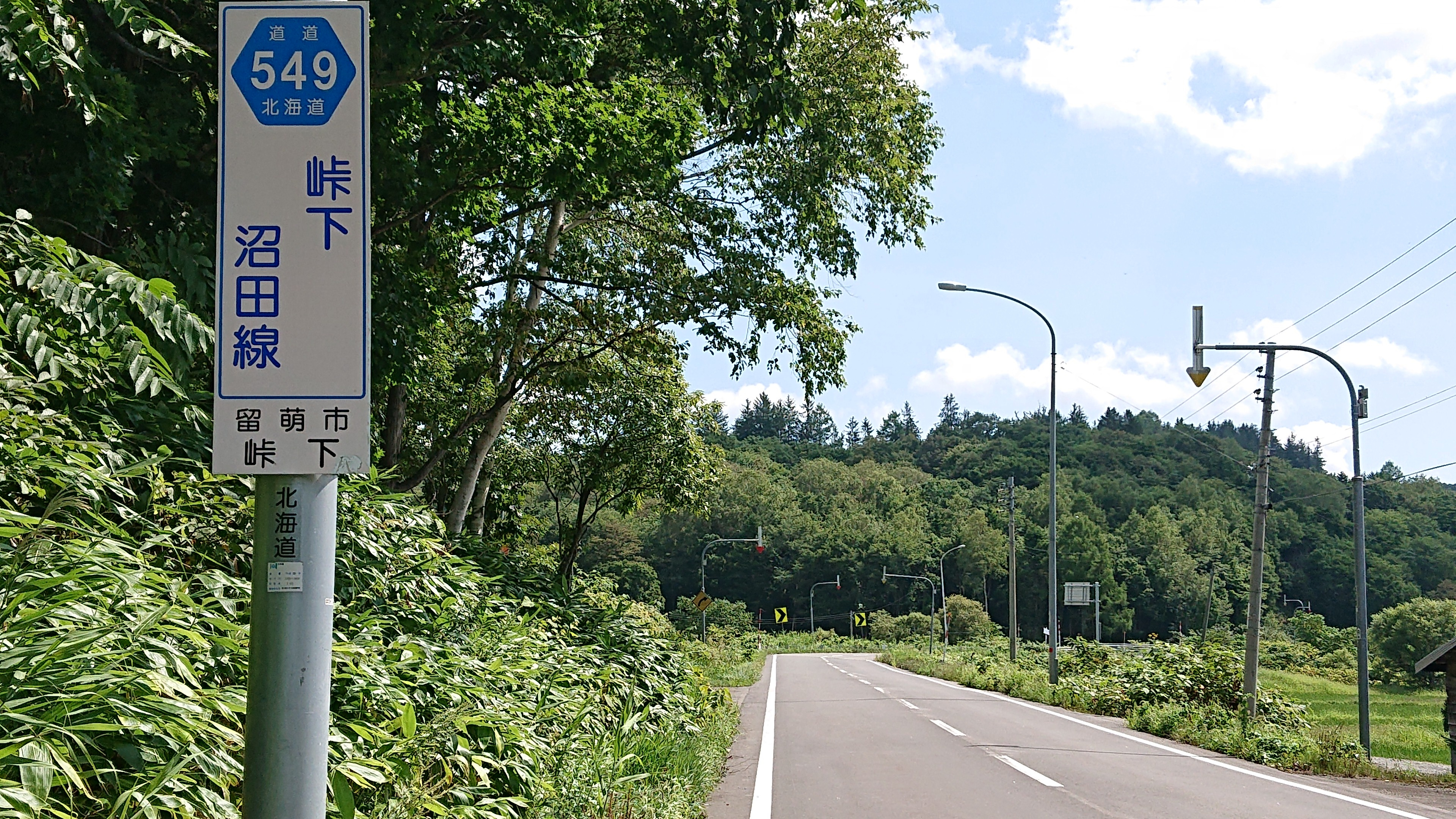
北海道道549号峠下沼田線（留萌市峠下・2020年8月）

北海道道549号峠下沼田線（ほっかいどうどう549ごう とうげしたぬまたせん）は、北海道留萌市峠下から雨竜郡沼田町北竜を結ぶ一般道道（北海道道）である。

## 概要

### 路線データ
- 起点：北海道留萌市峠下（国道233号交点）
- 終点：北海道雨竜郡沼田町北竜（国道275号交点）
- 総延長：12.183 km
- 実延長：12.145 km
- 重用延長：0.038 km

## 歴史
- 1966年（昭和41年）3月31日 - 路線認定[1]。

## 路線状況

### 重複区間
- 北海道道613号豊平峠下停車場線：留萌市峠下
- 北海道道867号達布石狩沼田停車場線：沼田町恵比島 - 沼田町北竜

### 道路施設

#### 主な橋梁
- 峠下橋（28 m、留萌川、留萌市峠下）
- 天近橋（14 m、留萌川、留萌市峠下）
- 谷橋（9 m、恵比寿川、沼田町恵比島）
- 恵比寿橋（21 m、恵比寿川、沼田町恵比島）

## 地理

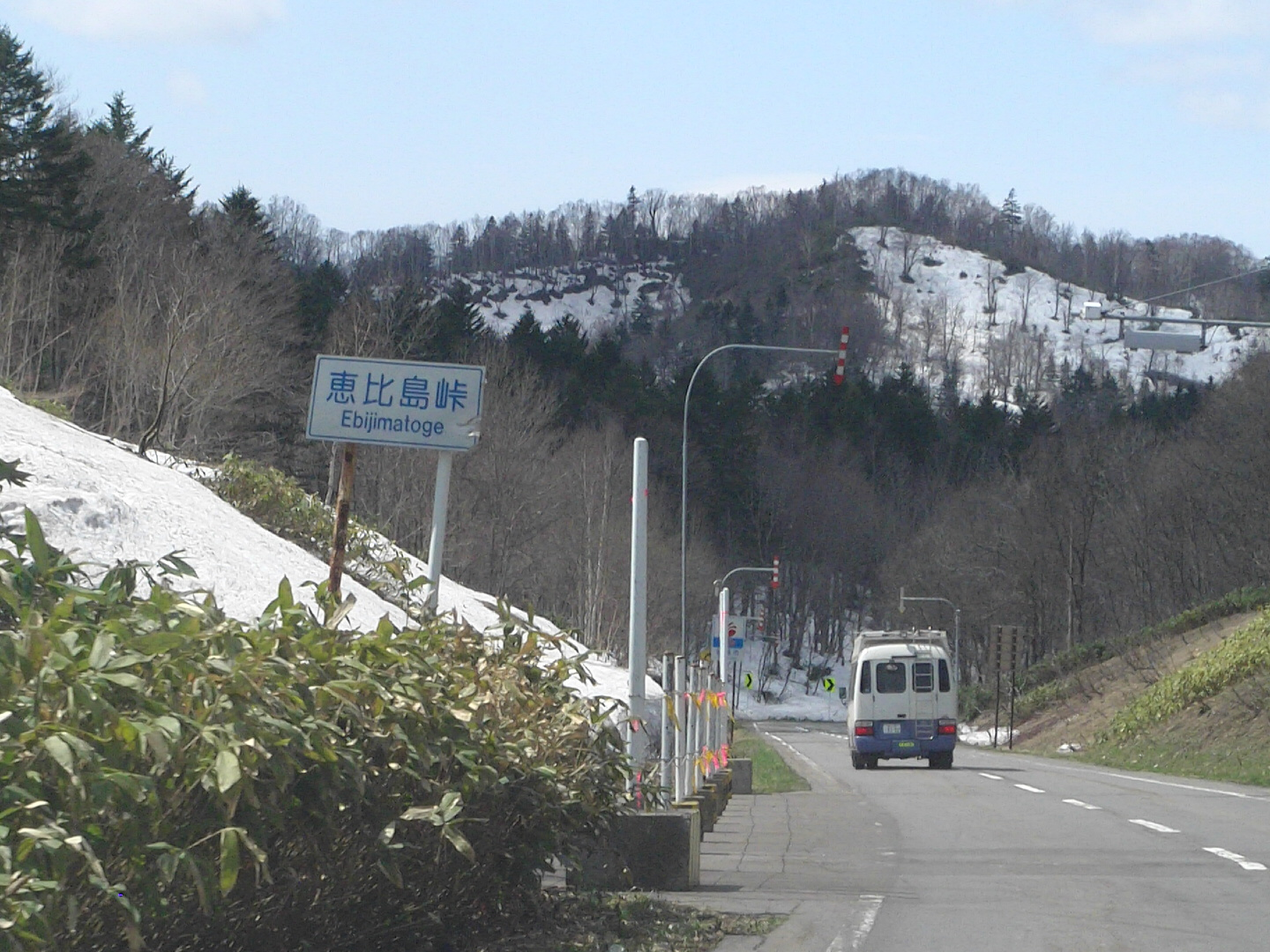
北海道道549号峠下沼田線（恵比島峠・2009年4月）

### 通過する自治体
- 留萌振興局
  - 留萌市
- 空知総合振興局
  - 雨竜郡沼田町

### 交差する道路
留萌市
- 国道233号 - 大字留萌村字峠下（起点）
- 北海道道613号豊平峠下停車場線 - 大字留萌村字峠下

沼田町
- 北海道道867号達布石狩沼田停車場線 - 字恵比島
- 国道275号 - 北竜（終点）
- 北海道道428号奥美葉牛沼田線 - 北竜（終点）

### 主な峠
- 恵比島峠 - 留萌市峠下、沼田町恵比島